# André Bortolameotti
Andrea Enrico Natale Bortolameotti, conhecido como André Bortolameotti C.G.S. (Vigolo Vattaro, 22 de dezembro de 1919 – São José do Rio Preto, 28 de outubro de 2010), foi um padre católico italiano que serviu em missão pastoral e social, especialmente no Brasil. Atualmente ele é considerado Servo de Deus pela Igreja Católica.

## Biografia

### Início de vida e ordenação
Filho de Giuseppe Bortolameotti e Giuditta Giacomelli, desde jovem Andrea expressou o desejo de se tornar padre e ingressou na Congregação de Jesus Sacerdote, em 1931. Foi ordenado sacerdote em 29 de junho de 1943. Após a ordenação, serviu na Itália até que, em 1967, foi enviado ao Brasil para estabelecer uma missão da Congregação de Jesus Sacerdote em São Paulo.

### Missão no Brasil
Em 1975, Padre André retornou brevemente à Itália para estudar Teologia Moral em Roma, mas sua conexão com o Brasil o trouxe de volta permanentemente em 1984. Neste ano, ele assumiu como pároco da Paróquia Nossa Senhora do Rosário em Barretos, onde trabalhou até 1999, posteriormente servindo como vigário paroquial até sua morte.
Durante sua gestão, enfrentou inicialmente resistências devido ao seu sotaque italiano forte, mas gradualmente conquistou a comunidade através de seu zelo e dedicação. Padre André era particularmente dedicado aos sacramentos, especialmente à confissão, e manteve um compromisso constante com os pobres e os presidiários, frequentemente visitando a prisão local para oferecer suporte espiritual.

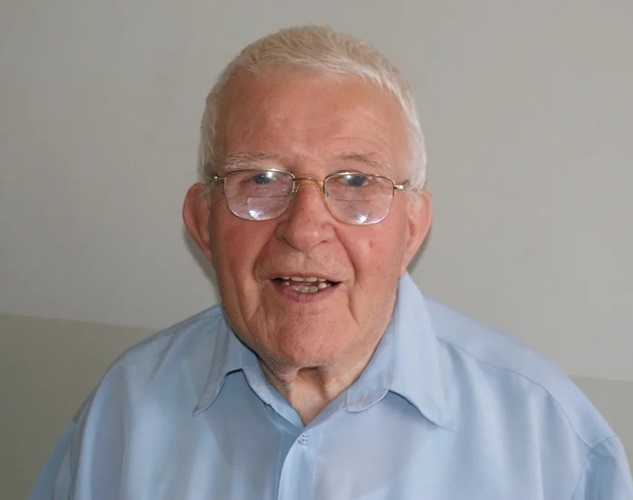
Fotografia do Padre André

### Legado e obras sociais
Uma das suas realizações mais notáveis foi a fundação da Casa de Apoio Madre Paulina, que oferece hospedagem e suporte espiritual a pacientes e familiares que buscam tratamento no Hospital do Câncer de Barretos. A casa reflete o amor de Padre André pela sua cidade natal e por Santa Madre Paulina, que também era de Vigolo Vattaro.

### Morte
Padre André faleceu em 28 de outubro de 2010, aos 91 anos, no Hospital Beneficência Portuguesa em São José do Rio Preto, após problemas no coração, pulmões e rins. Seu funeral foi marcado por grande participação comunitária e suas exéquias realizadas no Santuário de Nossa Senhora do Rosário, onde também foi sepultado.

## Beatificação
Em 2016, a Diocese de Barretos iniciou formalmente o processo de beatificação e canonização de Padre André, após o recebimento do "nihil obstat" da Congregação para as Causas dos Santos. O processo diocesano incluiu a coleta de documentos e testemunhos sobre sua vida e obras. Atualmente, a causa de Padre André está sendo examinada no Vaticano, aguardando o reconhecimento de suas virtudes heroicas e possíveis milagres para uma futura beatificação.

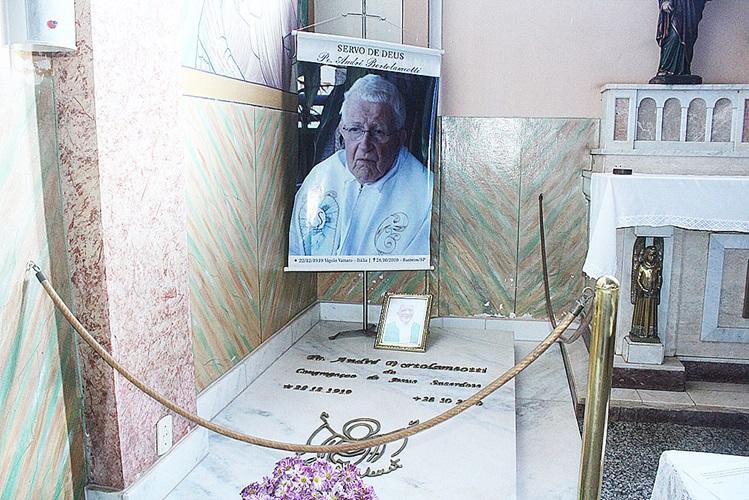
Túmulo do Padre André Bortolameotti no Santuário Igreja Nossa Senhora do Rosário, Barretos

Padre André Bortolameotti é lembrado como um modelo de santidade e dedicação pastoral. Seu legado permanece vivo na comunidade de Barretos e entre todos aqueles que foram tocados por seu serviço abnegado e amor ao próximo.